# Отчаянно ищу Сьюзен
«Отчаянно ищу Сьюзен» (англ. Desperately Seeking Susan) — американская романтическая комедия.

## Сюжет
Скучающая, обеспеченная мужем, домохозяйка Роберта (Розанна Аркетт), живущая в богатом пригороде Форт Ли, Нью-Джерси, заинтересовалась некоей женщиной по имени Сьюзан (Мадонна), занимавшейся перепиской по объявлением в популярной нью-йоркской газете. Интерес Роберты усилился, когда незнакомец, с которым велась переписка, наконец предложил Сьюзан встретиться в Бэттери Парк. Роберта отправляется туда же и, сама того не подозревая, ввязывается в цепочку событий, в результате которых незнакомец путает её с реальной Сьюзен. Оказывается, Сьюзен разыскивает не только незнакомец, но и полиция.

## В ролях
| Актёр              | Роль             |
| ------------------ | ---------------- |
| Розанна Аркетт     | Роберта Гласс    |
| Мадонна            | Сьюзен           |
| Эйдан Куинн        | Дез              |
| Марк Блам          | Гэри Гласс       |
| Ричард Хелл        | Брюс Микер       |
| Роберт Джой        | Джим             |
| Лори Меткалф       | Лесли Гласс      |
| Анна Левайн        | Кристал          |
| Уилл Паттон        | Уэйн Нолан       |
| Джон Хойт          | Space Commander  |
| Джон Туртурро      | ведущий          |
| Энн Карлайл        | Виктория         |
| Джанкарло Эспозито | уличный торговец |

На момент начала съёмок Мадонна была ещё не очень известной, поэтому можно было спокойно снимать сцены на улицах города. Под конец съёмок уже приходилось нанимать телохранителей. Журнал Time отмечал, что со времён «Битлз» не было такого массового помешательства.
Этот фильм создал новое движение подростковой моды «wannabe», девочек, одевающихся «под Мадонну». Оно продержалось не так долго, так как певица сменила имидж к следующему альбому 1986 года. Критики отмечали, что такая одежда выглядит «круто» и «модно» только на одном человеке в мире — Мадонне. Остальные становятся похожи на уличных девок, а она нет.

## Награды
- Розанна Аркетт получила премию BAFTA 1986 года за лучшую женскую роль второго плана, а также была номинирована на «Золотой глобус». Сьюзен Зейделман в 1986 году была номинирована на премию «Сезар».